# Vullum Sø
Vullum Sø este o arie protejată (arie specială de conservare — SAC, sit de importanță comunitară — SCI) din Danemarca întinsă pe o suprafață de 132 ha, integral pe uscat.

## Localizare
Centrul sitului Vullum Sø este situat la coordonatele 57°04′55″N 8°47′51″E / 57.081944°N 8.7975°E.

## Înființare
Situl Vullum Sø a fost declarat sit de importanță comunitară în februarie 1998 pentru a proteja 1 specie de animale. Situl a fost protejat și ca arie specială de conservare în decembrie 2011.

## Biodiversitate
Situată în ecoregiunea atlantică, aria protejată conține 8 habitate naturale: Dune de coastă fixe cu vegetație erbacee („dune gri”), Dune cu Salix repens ssp. argentea (Salicion arenariae), Mlaștini turboase de tranziție și turbării mișcătoare, Dune fixe decalcificate cu Empetrum nigrum, Depresiuni intradunale umede, Ape puternic oligomezotrofe cu vegetație bentonică cu Chara spp., Mlaștini alcaline, Cursuri de apă de la nivel de câmpie la nivel montan, cu vegetație Ranunculion fluitantis și Callitricho-Batrachion.
La baza desemnării sitului se află o specie protejată de  nevertebrate: fluturele auriu (Euphydryas aurinia).